# Szakadát
Szakadát est un village et une commune du comitat de Tolna en Hongrie.